# Beautiful Crazy
«Beautiful Crazy» — песня американского кантри-певца Люка Комбса, вышедшая в качестве бонусного трека с дебютного студийного альбома This One’s for You (2017).
Сингл достиг первого места в радиоэфирном хит-параде Country Airplay и первого в общем кантри-чарте Hot Country Songs, получил 2-кратную платиновую сертификацию в США.
В сентябре 2020 года песня получила награду в категории «Country Song of the Year» на церемонии iHeartRadio Music Award.

## История
Перед тем, как выпустить сингл, Комбс разместил на Facebook видео о том, как он исполняет эту песню. Он также стал регулярно исполнять её на своих концертах, и в 2018 году он переиздал свой дебютный альбом This One's for You (делюксовая версия названная This One for You Too) вместе со студийной версией песни в качестве бонус-трека. Он был официально отправлен на радио с датой добавления 3 декабря 2018 года. Издание Taste of Country описывает песню как «медленная, глубоко личная песня о любви, которая действительно демонстрирует таланты певца».

## Коммерческий успех
19 мая 2018 года песня «Beautiful Crazy» дебютировала на шестом месте в основном американском кантри-чарте Hot Country Songs, став лучшим дебютом для Комба. Песня первоначально не вышла отдельным синглом, но получила свою позицию в чарте благодаря загрузкам и стримингу после выхода альбмоа This One’s for You Too. Песня получила первое место в радиоэфирном чарте Country Airplay 2 марта 2019, что позволили Комбу стать первым музыкантом у которого все первые пять синглов побывали на вершине чарте с начала отсчёта этого чарта службой Nielsen SoundScan в январе 1990 года. Сингл оставался там 7 недель (лучший результат в карьере Комба), пока его не сместил с вершины трек «Here Tonight» певца Бретта Янга. В эту же неделю сингл достиг первого места в основном кантри-чарте Hot Country Songs, став вторым чарттоппером певца в нём. Он также достиг первого места в чартах Country Streaming Songs и Country Digital Song Sales.
22 августа 2018 года сингл получил золотой сертификат RIAA, 28 января 2019 — платиновый, а 18 марта 2019 — 2-кратный платиновый сертификат. К апрелю 2019 года тираж сингла составил 408,000 копий в США.

## Чарты

### Еженедельные чарты
| Чарт (2018—19)                      | Высшая позиция |
| ----------------------------------- | -------------- |
| Канада (Billboard Canadian Hot 100) | 35             |
| Канада (Billboard Country)          | 1              |
| США (Billboard Hot 100)             | 21             |
| США (Billboard Hot Country Songs)   | 1              |
| США (Billboard Country Airplay)     | 1              |

### Годовые итоговые чарты
| Чарт (2018)                                         | Позиция |
| --------------------------------------------------- | ------- |
| US Hot Country Songs (Billboard)                    | 26      |
| Чарт (2019)                                         | Позиция |
| (Canadian Hot 100)                                  | 82      |
| US Billboard Hot 100                                | 46      |
| US Country Airplay (Billboard)                      | 2       |
| US Hot Country Songs (Billboard)                    | 4       |
| US Rolling Stone Top 100 - при участии Leon Bridges | 35      |

## Сертификации
| Регион                                                                      | Сертификация  | Продажи    |
| --------------------------------------------------------------------------- | ------------- | ---------- |
| Австралия (ARIA)                                                            | 6× Платиновый | 420 000    |
| Канада (Music Canada)                                                       | 3× Платиновый | 240 000    |
| Новая Зеландия (RMNZ)                                                       | Платиновый    | 30 000     |
| Великобритания (BPI)                                                        | Золотой       | 400 000    |
| США (RIAA)                                                                  | Бриллиантовый | 10,000,000 |
| Данные о продажах + прослушиваниях приведены только на основе сертификации. |               |            |